# هواوی میت بوک
هواوی میت بوک (HUAWEI Matebook) تبلت هیبریدی ویندوزی شرکت چینی است که به عنوان اولین تبلت هیبریدی هواوی روز ۱۶ فوریه ۲۰۱۶ میلادی در کنگر جهانی موبایل ۲۰۱۶ (MWC 2016) در شهر بارسلون رونمایی شد. به تبلت‌هایی هیبریدی می‌گویند که توسط کیبورد به لپ‌تاپ تبدیل می‌شود نمونه بارز تبلت‌های هیبریدی سرفیس پرو هست که آخرین مدل معرفی شده آن در سال ۲۰۱۵ میلادی برابر با ۱۳۹۴ شمسی، سرفیس پرو ۴ است.

## مشخصات میت بوک
هواوی MateBook تبلت ۱۲ اینچی خود را با داک و کیبورد اختصاصی و قلم استایلوس با حساسیت به فشار همراه کرده‌است. قیمت گذاری میت بوک نیز همانند دیگر محصولات هواوی دارای برچسب قابل قبولی است. این محصولات به همراه نصب ویندوز ۱۰ نسخه Home و Professional از قیمت ۶۴۹ دلار شروع می‌شود. در ساده‌ترین و ارزان‌ترین حالت تبلت ویندوزی هواوی دارای ۴ گیگابایت رم، حافظه ۱۲۸ گیگابایت SSD است که قیمت ۱۲۹ دلاری کیبورد نیز اضافه خواهد شد. همچنین در صورت نیاز به قلم استایلوس و داک اختصاصی باید به ترتیب مبلغ جداگانه ۶۹ و ۹۹ دلار بپردازید.
از دیگر مشخصات این محصول، می‌توان به پردازشگر نسل ششمی اینتل با نام Core M3 و سنسور اثر انگشت اشاره کرد. وزن این تبلت ده اینچی نیز بر خلاف ظاهر بزرگش تنها ۶۴۰ گرم است و در دو رنگ طلایی و طوسی به بازار خواهد آمد.
از لحاظ طراحی، سبکی و نازکی این تبلت و استفاده از جنس بدنه مناسب ظاهر جذابی بدان بخشیده که حس یک محصول گران‌قیمت را به کاربر منتقل می‌کند. صفحه نمایش میت بوک نیز دارای رزولوشن فوق‌العاده ۲۱۶۰ در ۱۲۴۰ است و در کناره‌های آن نیز حاشیه بسیار اندکی وجود دارد.